# Эребангу
Эребангу (порт. Erebango)  —  муниципалитет в Бразилии. входит в штат Риу-Гранди-ду-Сул. Составная часть мезорегиона Северо-запад штата Риу-Гранди-ду-Сул. Входит в экономико-статистический  микрорегион Эрешин, который входит в Северо-запад штата Риу-Гранди-ду-Сул. По состоянию на  2020 год численность населения составляла 2982 человека. Занимает площадь 151,775 км². Плотность населения — 19,0 чел./км².

## История
Город основан 11 апреля 1988 года. 

## Статистика
- Валовой внутренний продукт на 2003 составляет 44.590.584,00 реалов (данные: Бразильский институт географии и статистики).
- Валовой внутренний продукт на душу населения на 2003 составляет 15.120,58 реалов (данные: Бразильский институт географии и статистики).
- Индекс развития человеческого потенциала на 2000 составляет 0,781 (данные: Программа развития ООН).